# Australian Open 1992
Die Australian Open 1992 fanden vom 13. bis 26. Januar 1992 in Melbourne statt. Es handelte sich um die 80. Auflage des Grand-Slam-Turniers in Australien.
Titelverteidiger im Einzel waren Boris Becker bei den Herren sowie Monica Seles bei den Damen. Im Herrendoppel waren dies Scott Davis und David Pate, im Damendoppel Patty Fendick und Mary Joe Fernández und im Mixed Jo Durie und Jeremy Bates.

## Herreneinzel

### Setzliste
| Nr. | Spieler       | Erreichte Runde |
| --- | ------------- | --------------- |
| 01. | Stefan Edberg | Finale          |
| 02. | Jim Courier   | Sieg            |
| 03. | Boris Becker  | 3. Runde        |
| 04. | Michael Stich | Viertelfinale   |
| 05. | Ivan Lendl    | Viertelfinale   |
| 06. | Pete Sampras  | Rückzug         |
| 07. | Guy Forget    | 2. Runde        |
| 08. | Karel Nováček | 2. Runde        |

| Nr. | Spieler                | Erreichte Runde |
| --- | ---------------------- | --------------- |
| 09. | Petr Korda             | 1. Runde        |
| 10. | Goran Ivanišević       | 2. Runde        |
| 11. | Magnus Gustafsson      | 2. Runde        |
| 12. | Derrick Rostagno       | 2. Runde        |
| 13. | Emilio Sánchez Vicario | Achtelfinale    |
| 14. | Michael Chang          | 3. Runde        |
| 15. | David Wheaton          | Achtelfinale    |
| 16. | Goran Prpić            | 2. Runde        |

## Dameneinzel

### Setzliste
| Nr. | Spielerin               | Erreichte Runde |
| --- | ----------------------- | --------------- |
| 01. | Monica Seles            | Sieg            |
| 02. | Steffi Graf             | Rückzug         |
| 03. | Gabriela Sabatini       | Halbfinale      |
| 04. | Arantxa Sánchez Vicario | Halbfinale      |
| 05. | Jennifer Capriati       | Viertelfinale   |
| 06. | Jana Novotná            | Achtelfinale    |
| 07. | Mary Joe Fernández      | Finale          |
| 08. | Conchita Martínez       | Achtelfinale    |

| Nr. | Spielerin                 | Erreichte Runde |
| --- | ------------------------- | --------------- |
| 09. | Manuela Maleeva-Fragnière | Viertelfinale   |
| 10. | Katerina Maleewa          | Achtelfinale    |
| 11. | Zina Garrison             | Achtelfinale    |
| 12. | Anke Huber                | Viertelfinale   |
| 13. | Leila Mes’chi             | Achtelfinale    |
| 14. | Judith Wiesner            | 2. Runde        |
| 15. | Helena Suková             | 3. Runde        |
| 16. | Sabine Appelmans          | 1. Runde        |

## Herrendoppel

### Setzliste
| Nr. | Paarung                             | Erreichte Runde |
| --- | ----------------------------------- | --------------- |
| 01. | John Fitzgerald Anders Järryd       | Achtelfinale    |
| 02. | Scott Davis David Pate              | Halbfinale      |
| 03. | Grant Connell Glenn Michibata       | Achtelfinale    |
| 04. | Todd Woodbridge Mark Woodforde      | Sieg            |
| 05. | Patrick Galbraith Todd Witsken      | 1. Runde        |
| 06. | Luke Jensen Laurie Warder           | Achtelfinale    |
| 07. | Sergio Casal Emilio Sánchez Vicario | 2. Runde        |
| 08. | Tom Nijssen Cyril Suk               | Viertelfinale   |

| Nr. | Paarung                         | Erreichte Runde |
| --- | ------------------------------- | --------------- |
| 09. | Javier Frana Leonardo Lavalle   | 1. Runde        |
| 10. | Wayne Ferreira Piet Norval      | 2. Runde        |
| 11. | Kelly Jones Rick Leach          | Finale          |
| 12. | Omar Camporese Goran Ivanišević | 1. Runde        |
| 13. | Paul Haarhuis Mark Koevermans   | 1. Runde        |
| 14. | Udo Riglewski Michael Stich     | 1. Runde        |
| 15. | Jim Grabb Richey Reneberg       | 2. Runde        |
| 16. | Jakob Hlasek Patrick McEnroe    | 2. Runde        |

## Damendoppel

### Setzliste
| Nr. | Paarung                               | Erreichte Runde |
| --- | ------------------------------------- | --------------- |
| 01. | Larisa Savchenko-Neiland Jana Novotná | Viertelfinale   |
| 02. | Pam Shriver Natallja Swerawa          | Halbfinale      |
| 03. | Patty Fendick Gigi Fernández          | Viertelfinale   |
| 04. | Arantxa Sánchez-Vicario Helena Suková | Sieg            |
| 05. | Mary Joe Fernández Zina Garrison      | Finale          |
| 06. | Jill Hetherington Kathy Rinaldi       | 2. Runde        |
| 07. | Lori McNeil Nicole Provis             | Achtelfinale    |
| 08. | Katrina Adams Manon Bollegraf         | Viertelfinale   |

| Nr. | Paarung                                | Erreichte Runde |
| --- | -------------------------------------- | --------------- |
| 09. | Leila Mes’chi Mercedes Paz             | Achtelfinale    |
| 10. | Sabine Appelmans Isabelle Demongeot    | Achtelfinale    |
| 11. | Claudia Kohde-Kilsch Judith Wiesner    | Achtelfinale    |
| 12. | Mary-Lou Daniels Robin White           | Achtelfinale    |
| 13. | Rosalyn Fairbank-Nideffer Lise Gregory | 2. Runde        |
| 14. | Andrea Strnadová Catherine Tanvier     | 2. Runde        |
| 15. | Rachel McQuillan Claudia Porwik        | Achtelfinale    |
| 16. | Stephanie Rehe Brenda Schultz          | Halbfinale      |

## Mixed

### Setzliste
| Nr. | Paarung                                 | Erreichte Runde |
| --- | --------------------------------------- | --------------- |
| 01. | Todd Woodbridge Arantxa Sánchez Vicario | Finale          |
| 02. | Glenn Michibata Jill Hetherington       | 1. Runde        |
| 03. | Mark Woodforde Nicole Provis            | Sieg            |
| 04. | Jim Pugh Natallja Swerawa               | Viertelfinale   |

| Nr. | Paarung                               | Erreichte Runde |
| --- | ------------------------------------- | --------------- |
| 05. | Scott Davis Robin White               | Halbfinale      |
| 06. | Leonardo Lavalle Mercedes Paz         | 1. Runde        |
| 07. | Tom Nijssen Manon Bollegraf           | Achtelfinale    |
| 08. | Sven Salumaa Larisa Savchenko-Neiland | Achtelfinale    |

## Junioreneinzel

### Setzliste
| Nr. | Spieler               | Erreichte Runde |
| --- | --------------------- | --------------- |
| 01. | Grant Doyle           | Sieg            |
| 02. | Brian Dunn            | Finale          |
| 03. | Bradley Sceney        | Achtelfinale    |
| 04. | Anastasios Vasiliadis | Viertelfinale   |
| 05. | Song Hyeong-keun      | Halbfinale      |
| 06. | Chris Mahony          | Achtelfinale    |
| 07. | Steven Baldas         | Achtelfinale    |
| 08. | Vince Spadea          | 2. Runde        |

| Nr. | Spieler          | Erreichte Runde |
| --- | ---------------- | --------------- |
| 09. | David Škoch      | Achtelfinale    |
| 10. | Michael Hill     | Viertelfinale   |
| 11. | Scott Draper     | Halbfinale      |
| 12. | Patrick Crowe    | 1. Runde        |
| 13. | James Greenhalgh | Viertelfinale   |
| 14. | Enrique Abaroa   | Achtelfinale    |
| 15. | Jason Lijewski   | Achtelfinale    |
| 16. | Troy Budgen      | Achtelfinale    |

## Juniorendoppel

### Setzliste
| Nr. | Paarung                         | Erreichte Runde |
| --- | ------------------------------- | --------------- |
| 01. | Grant Doyle Bradley Sceney      | Sieg            |
| 02. | Troy Budgen Chris Mahony        | Halbfinale      |
| 03. | Steven Baldas Anthony Goodes    | Halbfinale      |
| 04. | Jason Lijewski Lachlan Williams | 1. Runde        |

| Nr. | Paarung                          | Erreichte Runde |
| --- | -------------------------------- | --------------- |
| 05. | Mahesh Bhupathi Song Hyeong-keun | Viertelfinale   |
| 06. | James Baily Lee Sabin            | 1. Runde        |
| 07. | Scott Draper Michael Hill        | Viertelfinale   |
| 08. | Steven Downs James Greenhalgh    | Viertelfinale   |

## Juniorinneneinzel

### Setzliste
| Nr. | Spielerin         | Erreichte Runde |
| --- | ----------------- | --------------- |
| 01. | Barbara Mulej     | Halbfinale      |
| 02. | Joanne Limmer     | Sieg            |
| 03. | Anna Smaschnowa   | Viertelfinale   |
| 04. | Maija Avotins     | Achtelfinale    |
| 05. | Tina Križan       | 1. Runde        |
| 06. | Lindsay Davenport | Finale          |
| 07. | Nicole London     | Viertelfinale   |
| 08. | Lisa McShea       | Viertelfinale   |

| Nr. | Spielerin         | Erreichte Runde |
| --- | ----------------- | --------------- |
| 09. | Anne Miller       | Achtelfinale    |
| 10. | Hiroko Mochizuki  | Achtelfinale    |
| 11. | Julie Steven      | Halbfinale      |
| 12. | Angie Marik       | Achtelfinale    |
| 13. | Suvimol Duangchan | Viertelfinale   |
| 14. |                   |                 |
| 15. | Elysia Thornton   | 1. Runde        |
| 16. | Mirielle Dittmann | 1. Runde        |

## Juniorinnendoppel

### Setzliste
| Nr. | Paarung                         | Erreichte Runde |
| --- | ------------------------------- | --------------- |
| 01. | Maija Avotins Joanne Limmer     | Finale          |
| 02. | Lindsay Davenport Nicole London | Sieg            |
| 03. | Shareen Bottrell Lisa McShea    | Halbfinale      |
| 04. | Karen Anderson Melanie Kay      | Halbfinale      |

| Nr. | Paarung                             | Erreichte Runde |
| --- | ----------------------------------- | --------------- |
| 05. | Melissa Beadman Anna Klim           | Viertelfinale   |
| 06. | Suvimol Duangchan Benjamas Sangaram | Viertelfinale   |
| 07. | Anne Miller Julie Steven            | Viertelfinale   |
| 08. | Tina Križan Barbara Mulej           | Viertelfinale   |